# Hansel e Gretel
Pour plus de détails, voir Fiche technique et Distribution.
Hansel e Gretel est un téléfilm italien diffusé en 1990. Il est réalisé et scénarisé par Giovanni Simonelli (it), accompagné officieusement par Lucio Fulci. Il s'agit d'une adaptation libre du conte populaire Hansel et Gretel, publié en 1815 par les frères Grimm dans l'anthologie Contes de l'enfance et du foyer.

## Synopsis
les 2 enfants sont victimes de trafic d'organes et ils deviennent des revenants vengeurs.

## Fiche technique
Sauf indication contraire, les informations mentionnées dans cette section peuvent être confirmées par la base de données cinématographiques IMDb,  présente dans la section « Liens externes ».
- Titre original : Hansel e Gretel
- Réalisateur : Giovanni Simonelli (it), Lucio Fulci (non attribué au générique)
- Assistant réalisateur : Michele de Angelis
- Scénario : Giovanni Simonelli (it)
- Photographie : Silvano Tessicini
- Montage : Luigi Gorini
- Musique : Lanfranco Perini
- Trucages : Pino Ferrante
- Producteur : Luigi Nannerini, Antonino Lucidi
- Société de production : Cine Duck
- Pays de production :  Italie
- Langue de tournage : italien
- Format : Couleurs - 1,85:1 - Son mono - 35 mm
- Durée : 87 minutes (1h27)
- Genre : Conte d'horreur
- Dates de sortie :
  - Italie : 1990
- interdit aux moins de 12 ans

## Distribution
- Elisabete Pimenta Boaretto : Silvia
- Lucia Prato : Lina
- Gaetano Russo (it) : Fred
- Paul Müller : L'avocat
- Maurice Poli : Commissaire Roy
- Massimiliano Cipollone : Hansel
- Silvia Cipollone : Gretel
- Giorgio Cerioni : Mario
- Fabio Fiorucci : Le tueur
- Brigitte Christensen (it) : Solange
- Zora Kerowa (it) : Patty
- Mario Sandro De Luca
- Renzo Robertazzi

## Production
Selon l'assistant réalisateur Michele de Angelis, le réalisateur et scénariste Giovanni Simonelli était peu intéressé par son téléfilm, au point de parfois déserter le plateau de tournage sans donner d'explication. Finalement, Lucio Fulci, jugeant le film trop court, tournera et ajoutera plusieurs scènes pour terminer le film.

## Accueil critique
Les critiques sont globalement négatives. Selon Gilles Vanier « Difficile de se montrer clément avec cet ersatz tardif d'enfants tueurs qui se rapproche finalement autant du piètre Une si gentille petite fille d'Eddy Matalon que du tout venant de la production fulcienne, même tardive. ». D'après Alessandro Columbo, « Fulci aurait dû expliquer au nouveau venu Simoneli que quelques scènes gores ne suffisent pas à faire un bon film d'horreur ».